# Pülümür (stad)
Pülümür is de hoofdplaats van het gelijknamige district in Turkije en telt 1900 inwoners.(2000)

## Verkeer en vervoer

### Wegen
Pülümür ligt aan de nationale weg D885.